# Thyroptera tricolor
El murciélago de ventosas buchiblanco (Thyroptera tricolor) es una especie de quiróptero insectívoro que se encuentra en los bosques húmedos y plantaciones de México, Centroamérica y Sudamérica, hasta los 1.300 m de altitud.

## Descripción
El pelaje es largo y esponjado, en el dorso es castaño oscuro o rojizo. En el vientre es blanco a amarillento. Las orejas son de color amarillento. La cara es triangular con un hocico bastante grande y punteagudo. La longitud del cuerpo con la cabeza alcanza entre 3,7 y 4,6 cm, la de la cola de 2,4 a 3,3 cm, el pie 0,5 a 0,7 cm, la oreja 1,1 a 1,4 cm y la longitud del antebrazo de 3,4 a 3,8 cm. Pesa entre 3 y 5 g.

## Comportamiento
Nocturno. Construye refugios en hojas de platanillo (Heliconia, Phenakospermum), bijagua (Calathea) o plátano, formando grupos de hasta 9 individuos.